# Cala Millor (Platja de Sant Llorenç)
Cala Millor / Platja de Sant Llorenç bezeichnet einen Teilabschnitt des 1.800 Meter langen Strandes von Cala Millor im Osten der Baleareninsel Mallorca. Er befindet sich im östlichen Teil des Gemeindegebietes von Sant Llorenç des Cardassar.

## Lage und Beschreibung

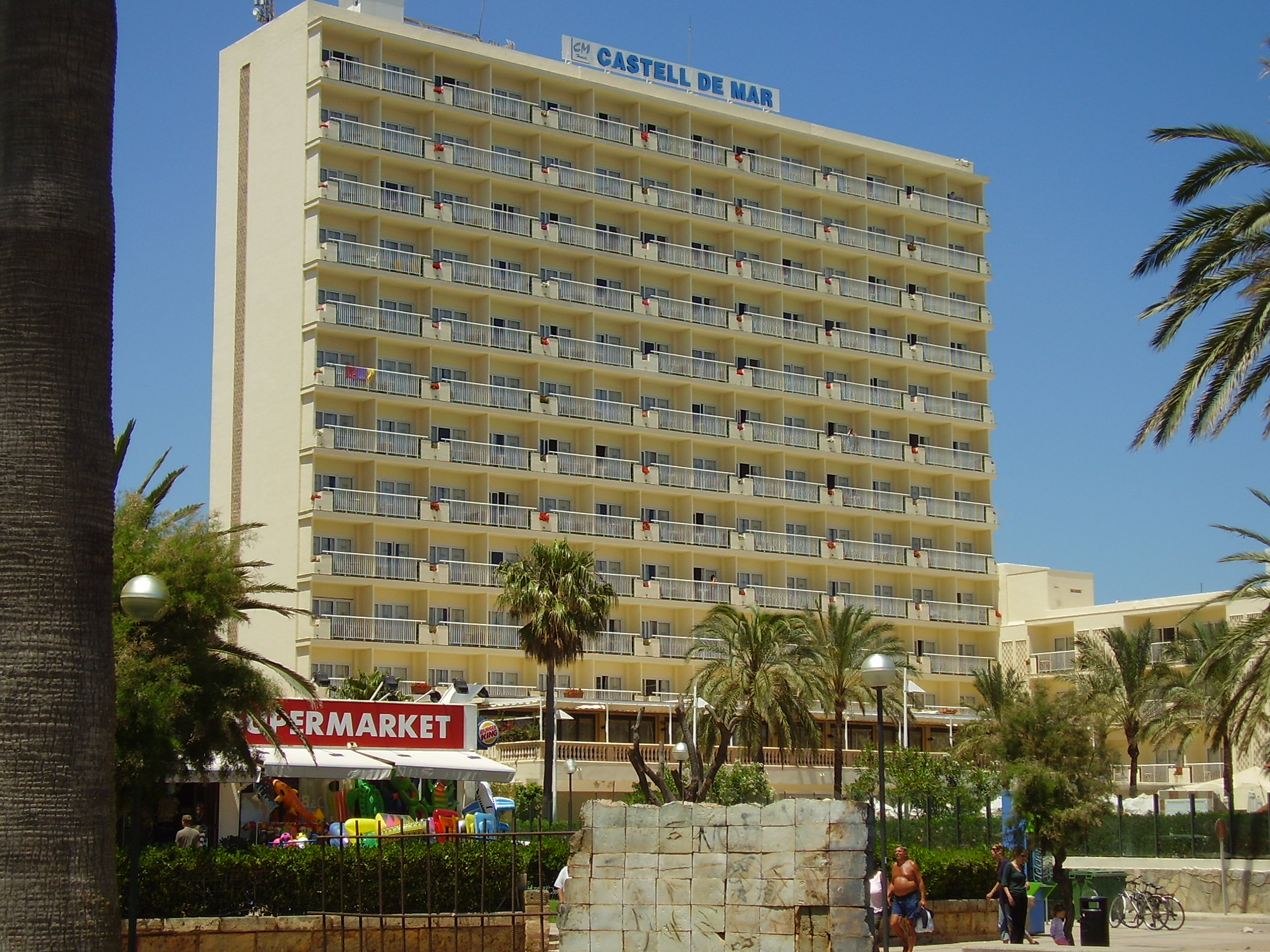
Hotel hinter dem Strand

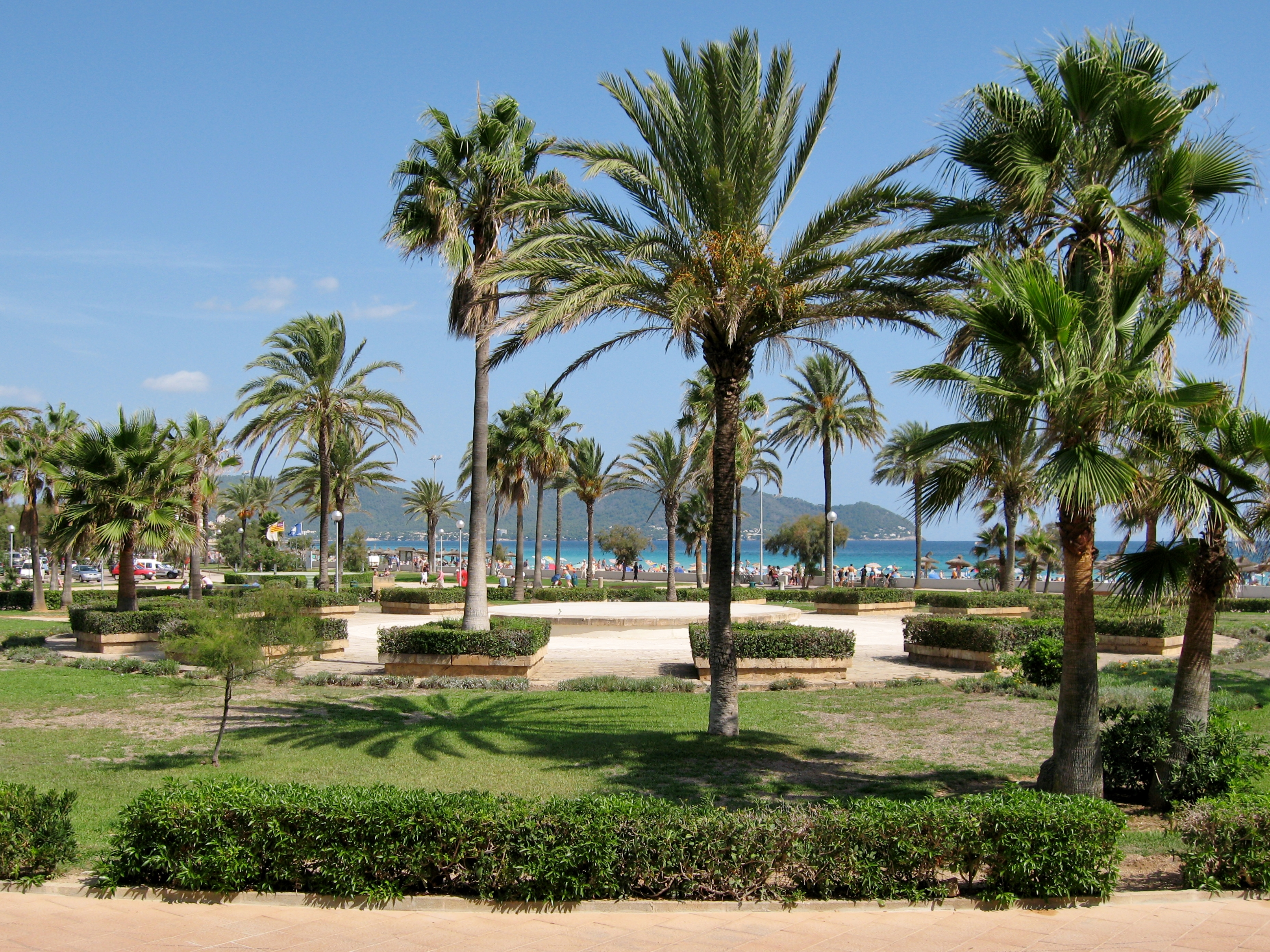
Parc de la Mar

An der Cala Millor, einer Bucht, nach dem der Ort Cala Millor benannt wurde, verläuft auf Höhe der Carrer del Sol Naixent die Gemeindegrenze zwischen Son Servera im Norden und dem südlich angrenzenden Sant Llorenç des Cardassar. Auch der Ort wird durch beide Gemeinden verwaltet. Die Cala Millor ist Teil der Bucht von Son Servera (Badia de Son Servera), einem größeren Meereseinschnitt im Osten Mallorcas in der Region Llevant, zwischen dem Cap des Pinar und der Halbinsel Punta de n’Amer.
Am etwa 600 Meter langen südlichen Strandabschnitt der Cala Millor finden sich im Gegensatz zum nördlichen, dem Arenal de Son Servera, keine felsigen Abschnitte im Wasser. Der Strand besteht aus feinem Sand und wird täglich gereinigt. Seegrasablagerungen werden über Rampen am Nordabschnitt abgefahren. Wie dort auch werden Liegen und Sonnenschirme verliehen. Der Strand wird nach dem Gemeindenamen bis im Süden zur Cala Nau auch Platja de Sant Llorenç genannt, wenngleich dieser Name nach den Ortserweiterungen von Cala Millor in den letzten Jahrzehnten in Richtung Süden immer mehr in den Hintergrund rückt und oft nur vom „Strand von Cala Millor“ die Rede ist.
Die Bucht Cala Millor reicht ihrer Bezeichnung nach im Süden bis zum Parc de la Mar, wo sich der Strand von Son Moro anschließt. Hinter dem Südstrand der Cala Millor befindet sich der mittlere Teil der Strandpromenade des Touristenortes Cala Millor, die vom Plaça Eureka im Norden bis zur Cala Nau vor der Halbinsel Punta de n’Amer reicht und auf dem Gebiet von Sant Llorenç des Cardassar Passeig de la Mar heißt. An der Promenade befinden sich mehrstöckige Hotelbauten und einige Restaurants. Im Gegensatz zum Strandabschnitt von Son Servera befinden sich hinter dem südlichen Teil der Cala Millor nur wenige Geschäfte. Diese haben sich zum Großteil an der Fußgängerzone der Passeig Cristòfol Colom, der nächsten Parallelstraße der Passeig de la Mar, angesiedelt. Am Parc de la Mar, einem großen kreisrunden Platz, steht der Pavillon der Touristen-Information (Informatión Turística) der Gemeinde Sant Llorenç des Cardassar.

## Zugang
Aus Richtung der Hauptstraßen MA-4027 und MA-4023 entlang der Küste zwischen Cala Bona und Porto Cristo führen zwei Straßen zum Südstrand der Cala Millor. Das ist zum einen die Carrer de la Figuera, die in die Carrer del Sol Naixent übergehend die Grenze zum nördlich angrenzenden Son Servera bildet. Zum anderen die südliche Es Carreró de Son Moro, die hinter einem Kreisverkehr als Avinguda Badia de Llevant am Parc de la Mar endet. Während die Es Carreró de Son Moro direkt an die MA-4023 angebunden ist, führt der Weg zur Carrer de la Figuera zurzeit nur über die MA-4026 von Son Servera nach Cala Millor.

## Belege
- Karte: Cala Millor, Mallorca 2008 – 2009